# John Howkins
John Anthony Howkins (nascido em 3 de agosto de 1945) é um autor e pesquisador inglês de Economia Criativa. Tem um papel importante no desenvolvimento do setor na China. É professor convidado da University of Lincoln, no Reino Unido e professor convidado da Shanghai School of Creativity, Shanghai Theater Academy, na China.
Howkins é diplomado em Planejamento Urbano pela Architectural Association School of Architecture de Londres e em Relações Internacionais pela Keele University de Staffordshire.

## Carreira
Trabalhou em empresas como Unilever, HBO e Time Warner de 1982 a 1996.
Em 2006 tornou-se presidente do John Howkins Research Centre on the Creative Economy, criado pela prefeitura de Xangai e pela  Shanghai School of Creativity da Shanghai Theatre Academy.

Já trabalhou em mais de 30 países inclusive: Austrália, Canadá, China, França, Grécia, Índia, Itália, Japão, Polônia, Singapora, Reino Unido e Estados Unidos.

## Livros
- Understanding Television, Sundial Books (1976) ISBN 978-0-904230-01-7
- Communications in China, Prentice Hall Press (5 July 1982) ISBN 978-0-582-28264-3
- New Technologies, New Policies, BFI Publishing (17 June 1982) ISBN 978-0-85170-128-8
- The Creative Economy: How People Make Money from Ideas, Penguin Global (1 June 2002) ISBN 978-0-14-028794-3
- Creative Ecologies: Where Thinking is a Proper Job, Transaction Publishers (1 April 2010) ISBN 978-1-4128-1428-7